# Кінг Кемп Жиллетт
Кінг Кемп Жилле́тт (також Джилле́тт; англ. King Camp Gillette); 5 січня 1855, Фон-дю-Лак, Вісконсин — 9 липня 1932 поблизу Лос-Анджелеса, Каліфорнія) — американський винахідник та письменник-фантаст, засновник фірми The Gillette Company.

## Біографія
Народився 5 січня 1855 року в місті Фон-дю-Лак у штаті Вісконсин. Його предки емігрували 1630 року з Англії до Массачусетсу. Виріс у Чикаго, його родина пережила Велику чиказьку пожежу.
Жиллетт працював комівояжером різних фірм і мріяв про великий винахід. У віці 40 років під час гоління у нього з'явилася ідея, як можна полегшити нудний процес точіння леза бритви. Він придумав бритву, в якій затискається лезо, яке можна викидати після того, як воно стало тупим.
6 років пізніше, в 1901 році, Жиллетт знайшов партнера, який був у змозі виробляти його винахід. У тому ж році він заснував The Gillette Company, яка в 1903 році почала серійне виробництво. Патент Жиллетта з 15 листопада 1904 року. У перший рік було продано всього 168 станків і 51 лезо, а наступного року число досягло вже 90 000 станків і 123 000 лез.
За два роки Жиллетт став мільйонером завдяки підприємницькому таланту (The Gillette Company почала продавати бритвені станки нижче собівартості, навіть роздавати даром, тим самим заманивши споживачів купувати дедалі більше лез).
У 1917 році уряд США замовив у нього 36 мільйонів лез для солдатів, які воювали в Першій світовій війні.
Жиллетт сповідував ідеї утопічного соціалізму й опублікував дві фантастичні утопічні книги: The Human Drift (1894) і World Corporation (1910).
У 1894 році він опублікував роман «Дрейф людства» (The Human Drift), де доводив, що все виробництво має бути об'єднане в одній корпорації, що належить суспільству. Він вважав, що в майбутньому все населення США має жити у гігантському місті «Метрополісі», енергію для якого даватиме Ніагарський водоспад.
Помер у 1932 році ще до появи електричної бритви.

## Цікаві факти
- У 1910 році Жиллетт запропонував колишньому президенту країни Теодору Рузвельту мільйон доларів, щоб той став президентом його корпорації в штаті Аризона. На це Рузвельт заявив: «Я б з радістю, але, чесно кажучи, я не дуже довіряю людині, яка робить бритви і носить вуса».